# Hospitality Club
Hospitality Club era un servicio de hospitalidad internacional basado en internet. Fue fundada en julio de 2000 en Coblenza por Veit Kühne y, por lo tanto, fue la primera red de este tipo. En los años siguientes encontró muchos colaboradores, primero familiares y amigos, luego voluntarios de todo el mundo. Llegó a tener aproximadamente 707.000 miembros en 231 países. Sus miembros utilizaban la página web HospitalityClub.org para coordinar el alojamiento y también para otros servicios, como guía para viajeros. 
La motivación del fundador fue: "Estoy convencido de que esto promoverá el entendimiento intercultural y estabilizará la paz a largo plazo".  Desde 2021 este portal ya no se puede utilizar.

## Historia
La idea del intercambio de hospitalidad estaba en el aire desde hacía tiempo. Después de la Segunda Guerra Mundial, Bob Luitweiler fundó Servas como una organización dedicada a la paz. El esperaba fomentar el entendimiento intercultural y construir la paz por medio de un canal mundial de puertas abiertas. En las siguientes décadas, otras personas fundaron organizaciones similares, y muchos otros grupos especializados desarrollaron canales de intercambios de hospitalidad para motociclistas, para mujeres, para hitchhikers, para hablantes de Esperanto. Veit Kühne fundó un canal para miembros de la más larga organización de intercambio estudiantil AFS en 1997, basado en el modelo de coordinadores de países voluntarios que había sido utilizado por el canal de hospitalidad de la Mensa SIGHT. Todos aquellos canales trataban los mismos problemas: la impresión de listas de huéspedes, la recolección de cuotas de miembros y difundir la idea.

### Internet
Luego llegó Internet. El pionero de usar esta nueva tecnología fue Hospex, un canal basado en Polonia (canal que ya no está en circulación hoy [cita requerida]). Otros canales experimentaron con la red, y en el verano del 2000 la mejor base de datos desarrollada fue la de la hitchhiking community - la casa de los autostopistas (tampoco en circulación en la actualidad [cita requerida]). Pero no había ninguna solución profesional o global. 
Veit Kühne (22 años entonces) se suponía que estaba trabajando en una investigación para sus estudios en Coblenza, Alemania. Después de una larga noche navegando en la red en los laboratorios de computación de la universidad, fue a casa el 11 de julio de 2000. Mientras fumaba un cigarro indonesio de clavo en su cama a las 6 de la mañana se le ocurrió la idea, el mundo estaba listo para un canal de intercambio de hospitalidad que aprovechara por completo las ventajas de Internet. Los siguientes días estuvieron llenos de pensamientos, planes, correos electrónicos y charlas. Sus cuatro parientes más jóvenes Kjell, Kay, Constanze y Till (todos habían sido estudiantes de intercambio de AFS al igual que involucrados en esta organización dedicada a la paz) y sus amigos prometieron apoyarlo en su idea.
El sitio fue puesto operacional con mucha labor intensa. Tomó más de cinco minutos para aceptar a un solo nuevo miembro, mandar mensajes entre miembros daba mucho trabajo. El Club de Hospitalidad necesitaba una base de datos. Aun así, en el primer año, 750 personas se registraron, en el segundo otros 600. En el verano del 2002 Claudio Pacchiega, de Italia, empezó el verdadero trabajo en una solución para la base de datos, basándose en el proceso diseñado por Veit y mejorándolo con algunas cosas nuevas y divertidas, para hacer al sistema más seguro y más fácil. Finalmente, en julio del 2002 el sitio con todo y la base de datos nueva estuvo en actividad. Al mismo tiempo, Veit completo sus estudios en la universidad y empezó un proyecto que todavía dura: autostopeando por todo el mundo, tratando de fascinar a un millón de personas con la idea del Intercambio de Hospitalidad. Desde entonces, el club creció, con mucha cobertura de medios por todo el mundo dándolo a conocer y, como consecuencia, se unieron miles de personas.
En 2012, HC se asoció con Airbnb, invitando a sus miembros a unirse a AirBnB[cita requerida].
En 2013, HC tenía más de medio millón de miembros de 200 países.
En 2017, solo un tercio de los miembros seguían activos.
El mantenimiento del portal se estancó en 2019. Desde principios de 2021 Hospitality Club quedó inutilizado y desde abril de 2022 ya no es posible acceder a la web.

## Funcionamiento

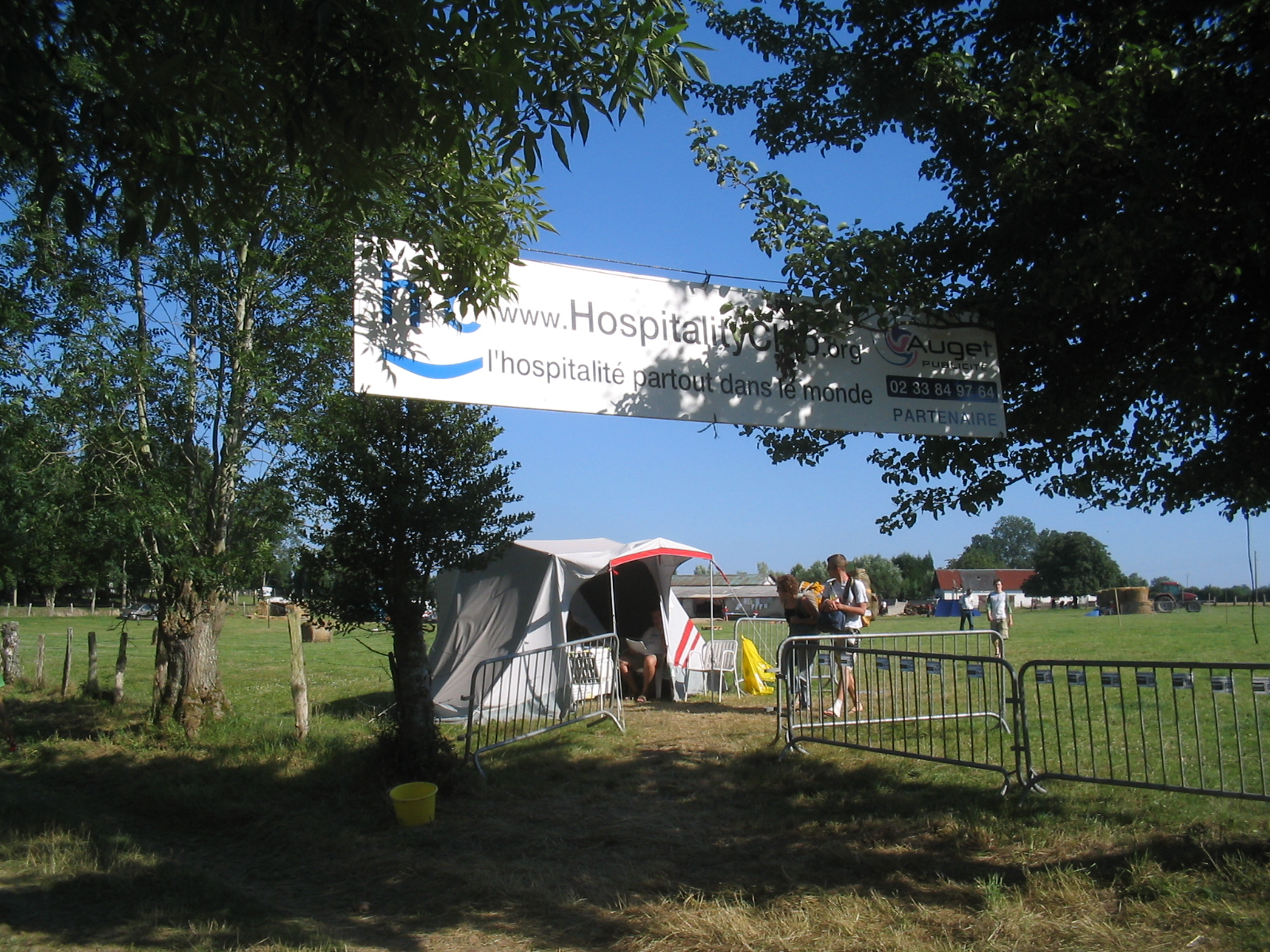
Entrada al campo de Hospitality Club en Monnai, Francia.

La membresía en la organización era libre y se obtenía simplemente por registrarse en el sitio web. La actividad principal de la organización era el intercambio de alojamiento. Actuando como un anfitrión, un miembro ofrecía la posibilidad de alojamiento a su gusto. Como huésped, un viajero podía encontrar posibles anfitriones y ponerse en contacto con ellos a través de la página web. No se trata de dinero - los huéspedes y anfitriones no se pagaban entre sí. La duración de la estancia, si se proporcionaba comida gratis, por una cuota o no, y todas las demás condiciones se pactaban de antemano a la conveniencia de ambas partes.
Después de conocerse, el anfitrión y huésped podían comunicarse sobre ellos. Esto proporcionaba un medio para establecer la reputación, que es la medida de seguridad principal. Los usuarios tenían que proporcionar su verdadera identidad, que era monitoreada por voluntarios, y estaban protegidos contra cambios. Aparte de la comodidad, los miembros intercambiaban otras formas de hospitalidad, como guiar a los visitantes o la prestación de asesoramiento relacionado con los viajes. También había Guía de Viajes estilo wiki con secciones y foros donde los miembros podían buscar socios para viajes, etc. Los voluntarios dentro del club a menudo organizaban reuniones o campamentos que eran eventos que duraban varios días y que permitían socializar la gente.

## Organización y políticas
El club se basaba en el trabajo de cientos de voluntarios de todo el mundo. La motivación detrás de esto era la idea de reunir a la gente y fomentar la amistad internacional aumentar entre el entendimiento cultural y fortalecer la paz. Eta una de las mayores redes de hospitalidad, y hubo una misión para encontrar a 1.000.000 personas amistosas.
La política del club prohibía explícitamente los usos alternativos, como las citas, la búsqueda de empleo, el uso comercial y las promociones del sitio web. Con el fin de proteger de spam los buzones de correo de los miembros y para mantener la confianza en la red a alto nivel, un equipo de voluntarios escaneaban los mensajes que se enviaban a través del sitio. Los miembros también podían optar por este servicio y recibir directamente todos los mensajes.

## Otras plataformas de intercambio de hospitalidad
- BeWelcome
- CouchSurfing
- Pasporta Servo
- Servas